# Aarre Simonen
Aarre Edvard Simonen (né le 18 novembre 1913 à Helsinki – mort le 3 février 1977 à Helsinki) est un homme politique, député et plusieurs fois ministre de Finlande,,,,,.

## Biographie
Aarre Simonen obtient son diplôme de fin d'études secondaires du lycée normal d'Helsinki en 1931, il étudie le droit et après sa maîtrise en droit obtient le grade de juge suppléant en 1943.

## Carrière politique
Aarre Simonen est député SDP de la circonscription du Nord du Häme du 21 juillet 1951 au 19 février 1962.
Aarre Simonen est Vice-Premier ministre du  gouvernement Sukselainen I (02.09.1957–31.10.1957), Ministre de l'Intérieur du  gouvernement Fagerholm I (29.07.1948–16.03.1950), vice-ministère des Transports et des Travaux publics du gouvernement Fagerholm I (24.03.1949–16.03.1950).
Il est aussi Ministre du Commerce et de l'Industrie du gouvernement Kekkonen V (20.10.1954–02.03.1956), ministre de la Justice de Finlande des gouvernements Kekkonen V (20.10.1954–06.11.1954),  Paasio I (27.05.1966–21.03.1968) et Koivisto I (22.03.1968–13.05.1970).
Il est aussi ministre des Finances du gouvernement Fagerholm II (03.03.1956–26.05.1957) et ministre au cabinet du Premier ministre Sukselainen I) (02.09.1957–31.10.1957).